# Ontleding (grammatica)

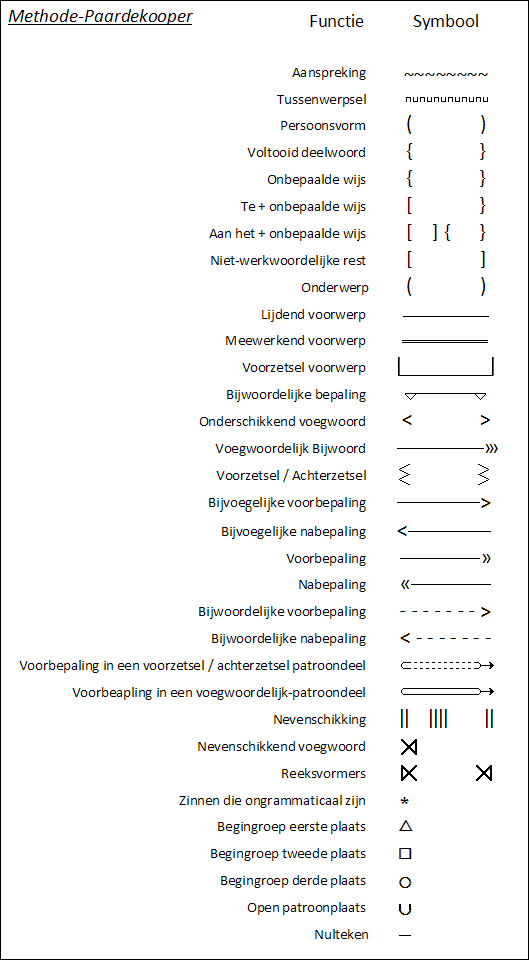
Ontleedtekens uit de 'Beknopte ABN-syntaksis' (1963), en later samengevat in de 'Beknopte Beknopte', voor de ontleedtechniek volgens de methodiek van de Nederlandse taalkundige prof. dr. P.C. (Piet) Paardekooper.

Grammaticale ontleding of analyse is de taalkundige discipline die de woorden en onderdelen binnen een zin onderscheidt en deze benoemt. De kleinere woordgroepen binnen de zin worden ook wel zinsdelen of constituenten genoemd, de categorieën waarin de woorden afzonderlijk kunnen worden onderverdeeld de woordsoorten.
Ontleden geeft inzicht in zinnen en patronen en is daardoor onder meer van belang voor goed taalgebruik. Ook bij het interpreteren van teksten is het kunnen benoemen van zinsdelen van belang.

## Het systeem van ontleding

### Taalkundige benoeming
Woorden kunnen aan de hand van hun functie en combineerbaarheid worden gegroepeerd in allerlei woordsoorten. Het op deze wijze benoemen van woorden noemt men taalkundig benoemen, soms ook (minder duidelijk) 'taalkundig ontleden', of 'woordbenoemen' genaamd. In de traditionele grammaticale ontleding worden de volgende woordsoortelijke subcategorieën onderscheiden, waarbij de hier aangebrachte overkoepelende categorieën nog niet zo benoemd werden, zodat daarvoor ook geen Latijns equivalent bestaat:
- zelfstandigheidswoorden:
  - zelfstandig naamwoord (substantief)
  - voornaamwoord (pronomen)
- bepalende woorden bij een zelfstandigheidswoord (bijvoeglijke woorden en determinerende elementen)
  - bijvoeglijk naamwoord (adjectief)
  - lidwoord (artikel)
  - voornaamwoord (pronomen)
  - hoofdtelwoord (cardinalia)
  - rangtelwoord (ordinalia)
- werkings- of toestandswoorden:
  - werkwoord (verbum)
  - koppelwerkwoord (copula)
  - hulpwerkwoord (verbum auxiliare)
  - zelfstandig werkwoord (verbum finitum)
  - onbepaalde wijs (infinitief)
  - deelwoord (participium)
- bijwoordelijke woorden:
  - bijwoord (adverbium)
- betrekkingswoorden:
  - voorzetsel (prepositie)
  - voegwoord (conjunctie)
- overig:
  - partikel (m.n. tussenwerpsels)

### Redekundige ontleding
Los van het taalkundig benoemen kunnen individuele zinsdelen worden benoemd naargelang hun functie binnen de zin als geheel. Dit noemt men redekundig ontleden of 'zinsontleden':
De volgende te onderscheiden functies van zinsdelen gelden voor het merendeel interlinguaal en kennen ook een Latijnse term:
- het gezegde (predicaat)
- de persoonsvorm (verbum finitum, finiet werkwoord)
- het onderwerp (subject)
- de zinskern (versus de satelliet)
- voorwerpen (objecten)
  - het lijdend voorwerp (direct object)
  - het indirect object, met de volgende subgroepen:
    - het meewerkend voorwerp (met als bijzondere vorm de ethische datief)
    - het voorzetselvoorwerp (prepositioneel object)
    - het bezittend voorwerp (possessieve datief)
    - het belanghebbend voorwerp
    - het ondervindend voorwerp

  - het handelend voorwerp
- bepalingen (adjuncten)
  - de bijvoeglijke bepaling (met als bijzondere vorm de bijstelling) (attributief, attributieve bepaling)
  - de bijwoordelijke bepaling (adverbiale bepaling)
  - de bepaling van gesteldheid

## Geschiedenis

### Nederland
De in het Nederlandse taalgebied gebruikelijke grammaticale ontleding is in de 19e eeuw ontstaan uit de traditie van de schoolgrammatica, waartoe Willem Gerard Brill met zijn Hollandsche Spraakleer (1846) als een der eersten heeft bijgedragen. Decennia later verscheen de Nederlandsche spraakkunst van C.H. den Hertog (1892). Den Hertog verwerkte daarbij invloeden van diverse taalwetenschappelijke benaderingen uit de 19e eeuw:
- de logische analyse die teruggaat op de 17e-eeuwse grammaire raisonnée (de Port-Royal-grammatica), en die in het Nederlandse taalgebied doordrong via het werk van Karl Ferdinand Becker (Der Organismus der Sprache) en Taco Roorda (Over de deelen der rede)
- de meer op vorm gerichte benadering zoals vertegenwoordigd door Franz Kern (Deutsche Satzlehre)

Den Hertog verwerkte deze invloeden tot een systeem van ontleden dat vooral didactisch gemotiveerd was. In navolging van Kern presenteerde hij de persoonsvorm als het centrale element in de zin.

## Plaats binnen de taalwetenschap
De traditionele grammaticale ontleding heeft vanaf het begin een didactisch en niet een wetenschappelijk oogmerk gehad. Vooral in het vreemdetalenonderwijs, met name voor de studie van het Latijn en Grieks was de functie van een woord in een zin van groot belang (bijvoorbeeld voor het vaststellen van de juiste naamval).
Aanvankelijk (in de 19e eeuw) bestreek de theoretische taalwetenschap een terrein dat buiten het bestek van de grammaticale ontleding viel, namelijk de taaltypologie en de historische ontwikkeling van met name fonologische en morfologische aspecten van talen.
Dat veranderde met de opkomst van de structuralistische taalwetenschap in de 20e eeuw. Met de analyse van zinnen in hun constituenten (de Immediate Constituent Analysis van Leonard Bloomfield) begaf de Amerikaanse structuralistische taalwetenschap zich op hetzelfde terrein als de schoolgrammatica. Dat geldt in nog sterkere mate voor de generatieve grammatica van de tweede helft van de 20e eeuw, die enerzijds de analyse in constituenten van de school van Bloomfield overnam, en zich anderzijds ook oriënteerde op de logische analyse die aan de basis lag van het traditionele ontleden.
Als gevolg van deze ontwikkelingen bestaan er enkele discrepanties tussen de zinsanalyse van het traditionele ontleden en die van de moderne taalwetenschap:
- het traditionele ontleden hanteert een eigen terminologie die nauwelijks met die van de moderne taalwetenschap overeenkomt (zie: Het systeem van de zinsontleding; de in de taalwetenschap gangbare termen zijn tussen haakjes bijgevoegd)
- het traditionele ontleden treft een aantal onderscheidingen die in de moderne taalwetenschap anders gedaan worden (bijvoorbeeld in het systeem van werkwoordstijden en aspecten, het begrip gezegde met zijn naamwoordelijke en werkwoordelijke deel, en de vele bepalingen die worden onderscheiden)
- categorieën uit het traditionele ontleden vallen soms niet samen met de constituenten uit de moderne taalwetenschap (bijvoorbeeld het gezegde is geen constituent)
- het traditionele ontleden zegt niets over de hiërarchische structuur van woordgroepen en zinnen, een centraal onderzoeksterrein van de moderne syntaxisstudie.

achterzetsel · bijwoord · ideofoon · lidwoord · naamwoord (bijvoeglijk · eigennaam · zelfstandig) · telwoord (hoofdtelwoord · rangtelwoord · telbijwoord) · tussenwerpsel · voegwoord · voornaamwoord (aanwijzend · betrekkelijk · bezittelijk · onbepaald · persoonlijk · temporeel · uitroepend · vragend · wederkerend · wederkerig) · voorzetsel · werkwoord
onderwerp · gezegde · persoonsvorm · zinskern · lijdend voorwerp · meewerkend voorwerp · belanghebbend voorwerp · voorzetselvoorwerp · handelend voorwerp · ondervindend voorwerp · oorzakelijk voorwerp · bepaling van gesteldheid · bijwoordelijke bepaling · bijvoeglijke bepaling